# Armand (film)
Armand è un film del 2024 diretto da Halfdan Ullmann Tøndel, al suo esordio nel lungometraggio.
È stato scelto per rappresentare la Norvegia nella categoria del miglior film internazionale ai premi Oscar 2025, arrivando fino alla short-list di dicembre 2024 dei 15 film pre-selezionati.

## Trama
Poco prima delle vacanze, i genitori di Armand e Jon vengono convocati dalla dirigenza scolastica per discutere di una questione spinosa, frutto di testimonianze discordanti: nei bagni della scuola, tra i due bambini di sei anni potrebbe essersi consumato qualcosa di più di un gioco innocente, forse addirittura una molestia sessuale del primo nei confronti dell'altro.
Le opinioni della vedova e madre single di Armand, Elisabeth, e dei genitori di Jon, Sarah e Anders, su ciò che è realmente accaduto tra i loro figli divergono fortemente. Con il tempo, vengono coinvolti anche il preside della scuola, Jarle, e l'infermiera Ajsa. Si scopre che dietro la vicenda c'è molto più di quanto si pensasse inizialmente, incluso il fatto che molte delle persone coinvolte si conoscevano già da prima.

## Distribuzione
Il film è stato presentato in anteprima al Festival di Cannes 2024 il 18 maggio, nella sezione Un Certain Regard, venendo poi distribuito nelle sale cinematografiche norvegesi a partire dal 27 settembre dello stesso anno. È stato distribuito in quelle italiane da Movies Inspired a partire dal 1º gennaio 2025.

## Accoglienza

### Incassi
Il film ha incassato 971777 $.

### Critica
Su Rotten Tomatoes il 74% di 73 critici esprime gradimento per il film, con un voto medio di 6.5/10; su Metacritic il voto medio di 22 critici è 61/100.

## Riconoscimenti
- 2024 – Festival di Cannes
  - Caméra d'or ad Halfdan Ullmann Tøndel
  - In concorso per il premio Un Certain Regard
- 2024 – European Film Awards[9][10][11]
  - Miglior rivelazione ad Halfdan Ullmann Tøndel
  - Candidatura per la miglior attrice a Renate Reinsve
  - Candidatura per l'University Film Award